# Carnotena xanthiata
Carnotena xanthiata is een vlinder uit de familie van de Apatelodidae. De wetenschappelijke naam van de soort is voor het eerst geldig gepubliceerd in 1865 door walk.